# Município de Clark (condado de Clinton, Ohio)
Localização do Ohio nos E.U.A.
O município de Clark (em inglês: Clark Township) é um local localizado no condado de Clinton no estado estadounidense de Ohio. No ano 2010 tinha uma população de 2123 habitantes e uma densidade populacional de 22,22 pessoas por km².

## Geografia
O município de Clark encontra-se localizado nas coordenadas 39° 17′ 56″ N, 83° 48′ 03″ O. Segundo a Departamento do Censo dos Estados Unidos, o município tem uma superfície total de 95.55 km², da qual 95,08 km² correspondem a terra firme e (0,5 %) 0,48 km² é água.

## Demografia
Segundo o censo de 2010, tinha 2123 pessoas residindo no município de Clark. A densidade de população era de 22,22 hab./km².